# Birgit Richter
Birgit Richter (* 1971 in Dortmund) ist eine deutsche Mathematikerin, die sich mit algebraischer Topologie befasst. Sie ist Professorin für Mathematik an der Universität Hamburg.
Richter studierte von 1991 bis 1997 Mathematik an der Universität Bonn und wurde dort im Jahre 2000 mit einer Dissertation mit dem Titel „Taylorapproximationen und kubische Konstruktionen von Gamma-Moduln“ promoviert. Von 2000 bis 2005 war sie Wissenschaftliche Assistentin an der Universität Bonn und wurde im Jahre 2005 auf eine Professur an der Universität Hamburg berufen. Von 2008 bis 2021 war sie Schriftleiterin (Managing Editor) der Zeitschrift Abhandlungen aus dem Mathematischen Seminar der Universität Hamburg; sie ist außerdem im Editorial Board der Zeitschriften Annals of K-Theory und Algebraic & Geometric Topology. Von 2019 bis 2020 war sie Leiterin des Fachbereichs Mathematik der Universität Hamburg.

## Schriften (Auswahl)
- Realizability of algebraic Galois extensions by strictly commutative ring spectra, gemeinsam mit Andy Baker. Transactions of the American Mathematical Society 359, 2007, 827–857.[5]
- Ring completion of rig categories, gemeinsam mit Bjørn Ian Dundas, John Rognes und Nils Baas, Journal für die reine und angewandte Mathematik, 674, 2013, 43–80.[6]
- On the homology and homotopy of commutative shuffle algebras, Israel Journal of Mathematics 209 (2) 2015, 651–682.[7]
- A strictly commutative model for the cochain algebra of a space, gemeinsam mit Steffen Sagave. Compositio Mathematica, 156 (8) 2020, 1718–1743.
- Towards an understanding of ramified extensions of structured ring spectra, gemeinsam mit B.I Dundas und A. Lindenstrauss. In Mathematical Proceedings of the Cambridge Philosophical Society, 168 (3) 2020, 435–454.